# Limone di Sorrento
Le Limone di Sorrento, ou, en français, citron de Sorrente (appelé aussi en italien Ovale di Sorrento, Limone di Massa Lubrense), est une variété de citron, un agrume caractéristique de la péninsule de Sorrente et de l'île de Capri, dans la province de Naples, en Italie.

Logo du Limone di Sorrento IGP.

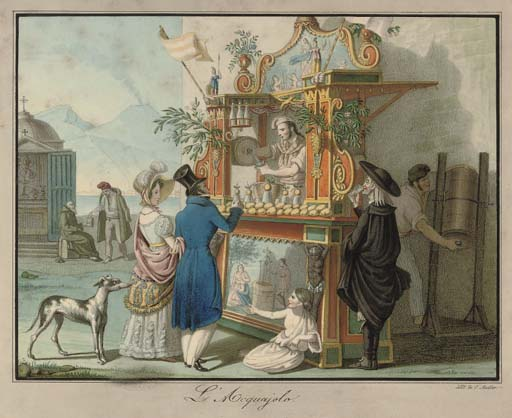
La pittoresque buvette d'un acquajolo servant des jus de citron frais au début du XIXe siècle à Naples.

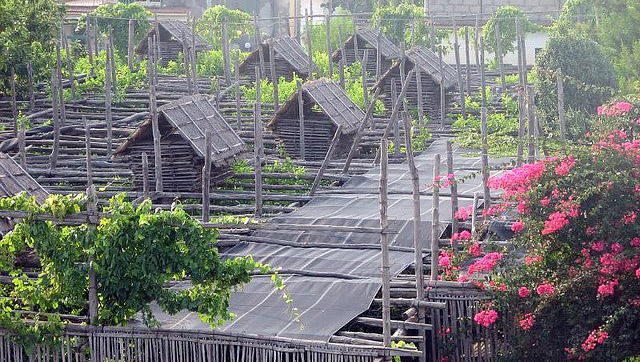
Typique treille sorrentine (au printemps).

Depuis le 7 novembre 2000, la dénomination « Limone di Sorrento » est protégée au niveau européen par une indication géographique protégée (IGP).

## Historique
La présence du citron dans la province de Naples depuis l'Antiquité est attestée par la représentation de cet agrume dans des peintures et mosaïques (Casa del frutteto) découvertes dans la zone archéologique de Pompéi. Cité dans les œuvres de Torquato Tasso, dit le Tasse (natif de Sorrente), de Giovanni Pontano et de Giambattista della Porta, et au XIXe siècle, il est un produit d'exportation dans le monde entier, notamment par navire vers l'Amérique, comme en témoigne l'historien Bonaventura da Sorrento.

## Description
Il est de forme elliptique, de dimensions moyennes voire grandes et son poids est de 85 grammes au moins. La peau de couleur jaune citron est moyennement épaisse et riche en huile essentielle et en parfum fort. Le jus est de couleur jaune paille avec un taux d'acidité élevé (qui le différencie de l'acidité modérée du citron amalfitain) et riche en vitamine C.

## Technique de culture
L'élément le plus caractéristique de l'agrumiculture de la péninsule est la pergola sorrentine : il s'agit de pergolas fermées verticalement par des brise-vents ou de treillis (appelés sepale ou frangiventi) fabriqués avec des branches de châtaigniers, et horizontalement par des nattes de paille – nommées pagliarelle - ou des filets d'ombrage afin de protéger les fruits des intempéries hivernales. Au printemps, les nattes sont retirées et arrangées  sur la treille surmontées par deux pagliarelle en forme de toit, qui leur donnent  la forme de cabanes.

## Usage
En cuisine, il est très utilisé pour assaisonner les plats typiques de la péninsule sorrentine, notamment les desserts tels le babà al limoncello, le delizia al limone et  le sorbetto al limone. Le Limone di Sorrento est aussi l'ingrédient de base du réputé limoncello, liqueur emblématique de la région.

## Aire de production
L'aire de production comprend la presqu’île de Sorrente avec les communes de Vico Equense, Meta, Piano di Sorrento, Sant'Agnello, Sorrente et Massa Lubrense ainsi que l'île de Capri et les communes de Capri et d'Anacapri. Sa production maximale est de 45 t par hectare.

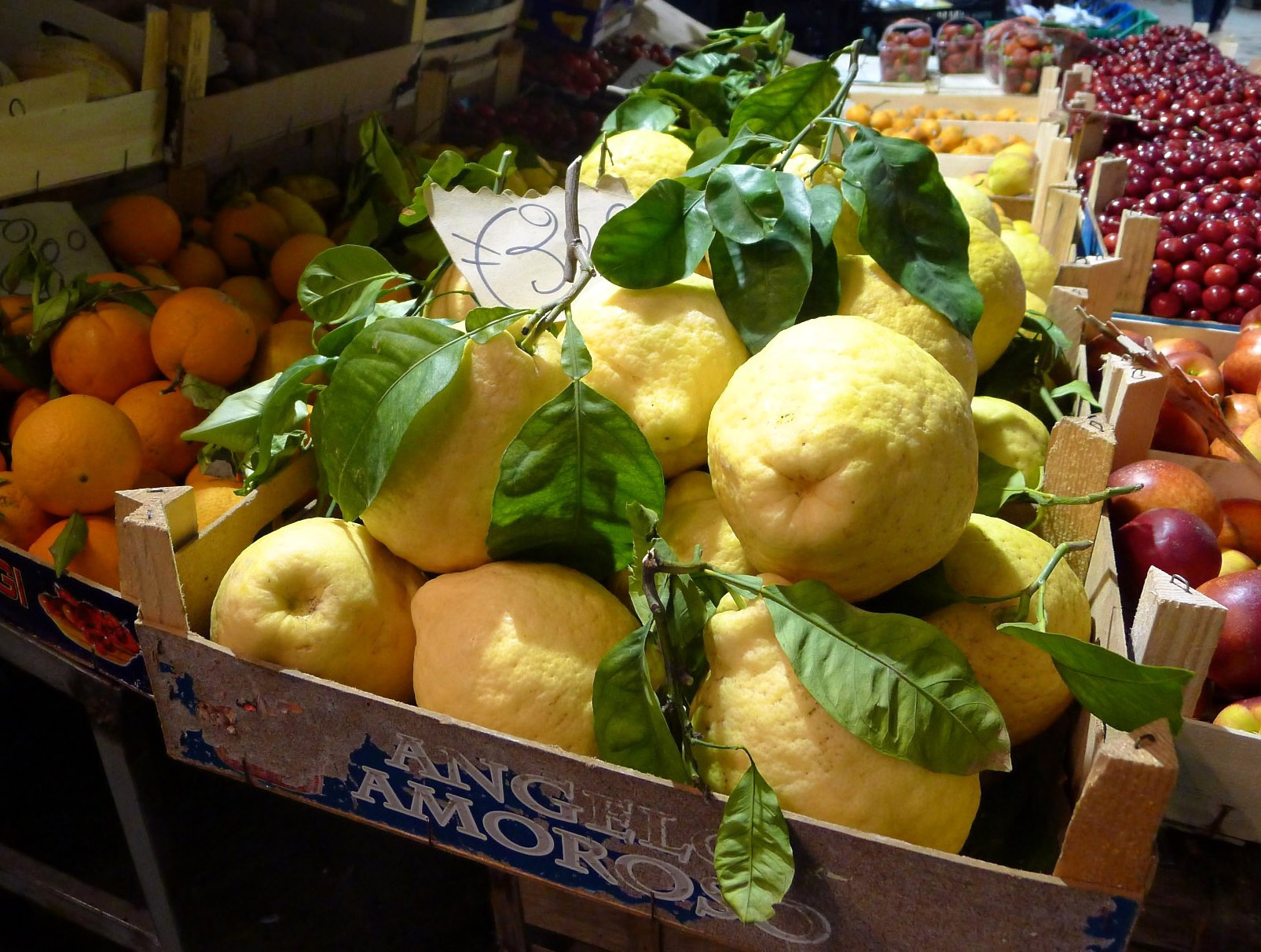
Vente au détails.
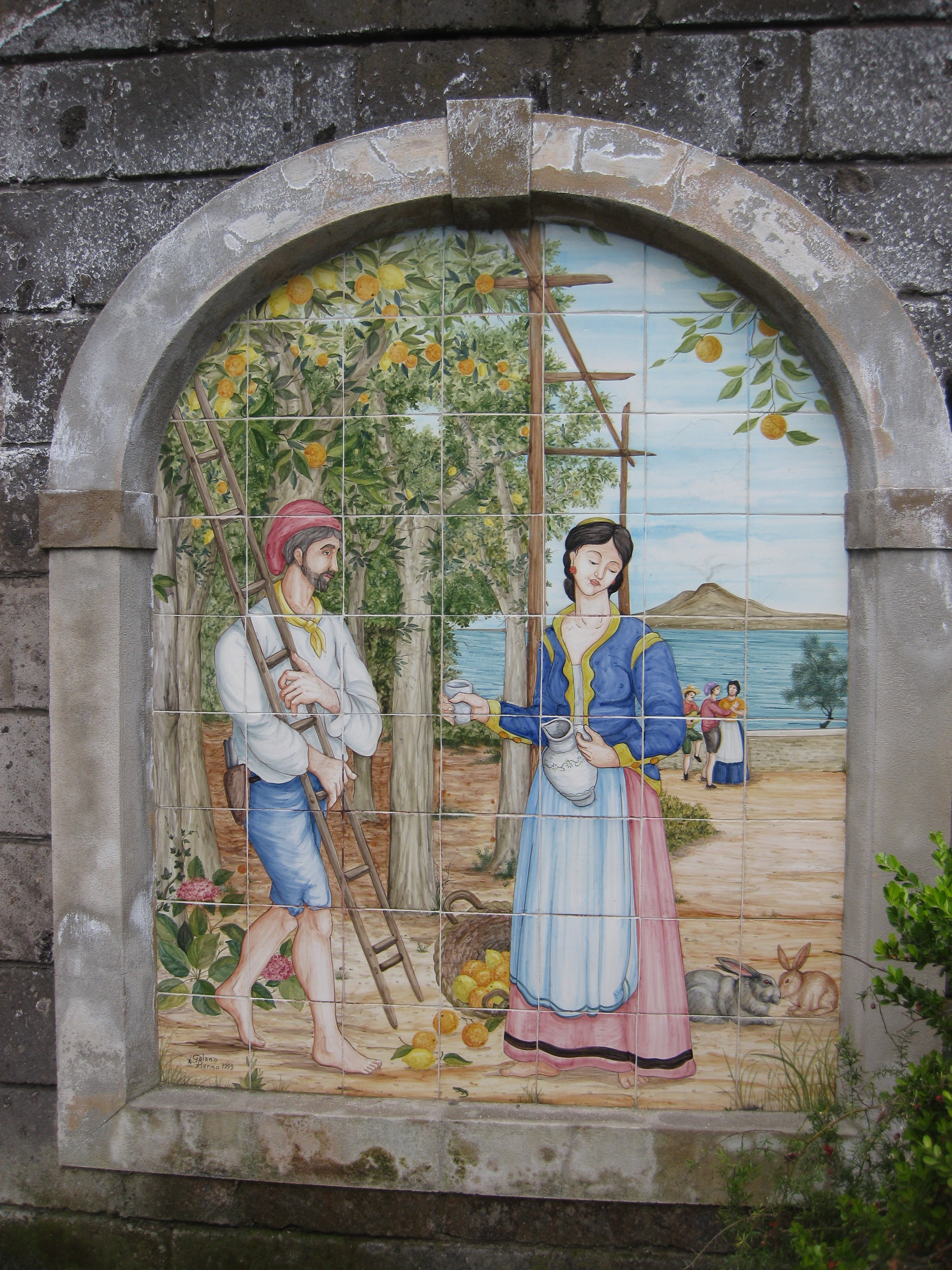
Céramique peinte décorant l'entrée d'une citronneraie.
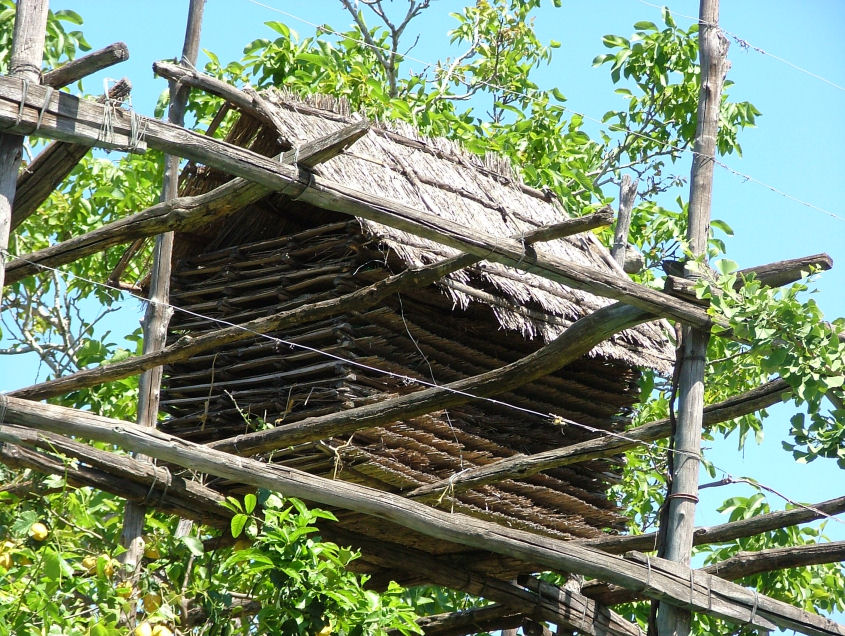
Typiques pagliarelle empilées sur la tonnelle.
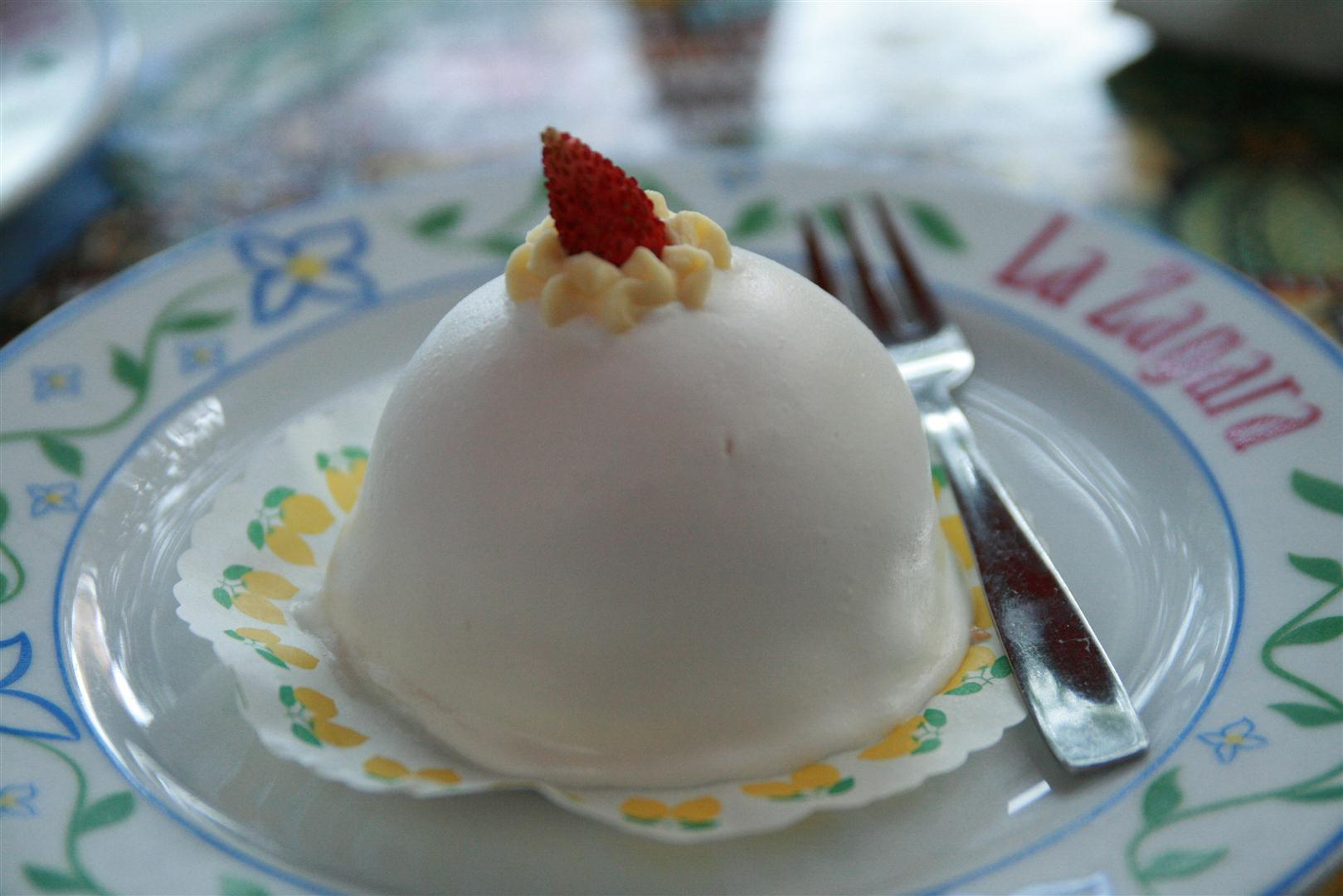
Le delizia al limone.
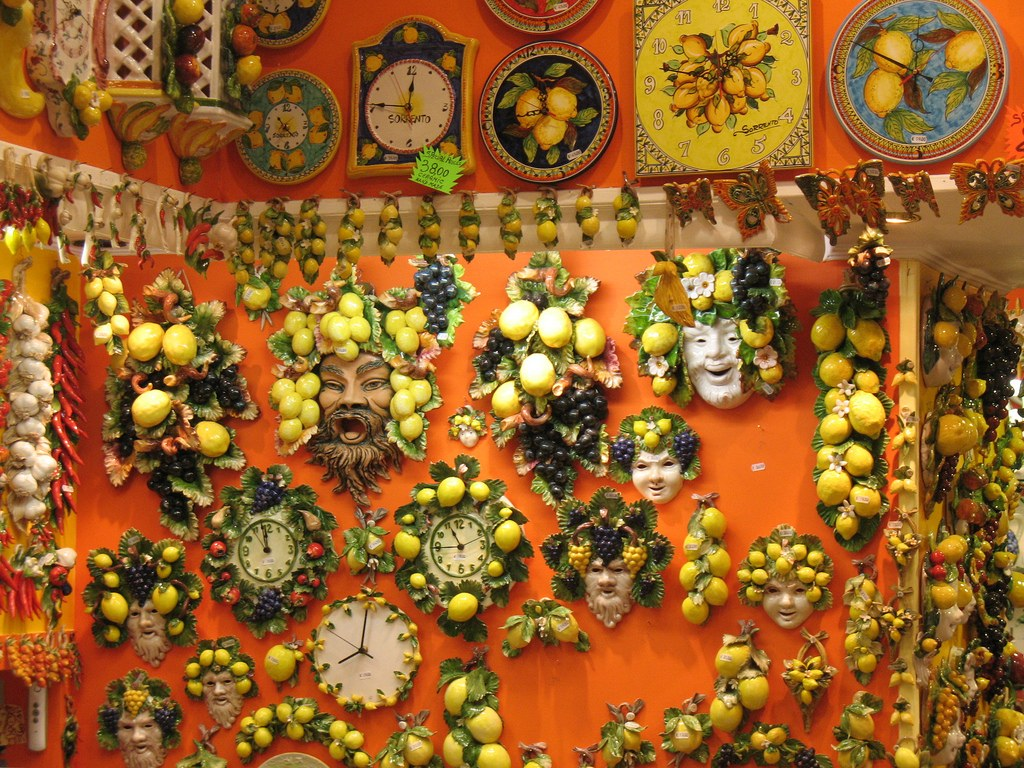
Boutique de céramiques à Sorrente.